# Blue Hill (Maine)
Blue Hill és una població dels Estats Units a l'estat de Maine (EUA). Segons el cens del 2000 tenia 2.390 habitants.

## Demografia
Segons el cens del 2000, Blue Hill tenia 2.390 habitants, 1.074 habitatges, i 681 famílies. La densitat de població era de 14,8 habitants per km².
Dels 1.074 habitatges en un 26,2% hi vivien nens de menys de 18 anys, en un 51,1% hi vivien parelles casades, en un 9,3% dones solteres, i en un 36,5% no eren unitats familiars. En el 30,6% dels habitatges hi vivien persones soles el 15,5% de les quals corresponia a persones de 65 anys o més que vivien soles. El nombre mitjà de persones vivint en cada habitatge era de 2,23 i el nombre mitjà de persones que vivien en cada família era de 2,73.
Per edats la població es repartia de la següent manera: un 21,5% tenia menys de 18 anys, un 6,3% entre 18 i 24, un 22,9% entre 25 i 44, un 30,3% de 45 a 60 i un 19% 65 anys o més.
L'edat mediana era de 45 anys. Per cada 100 dones de 18 o més anys hi havia 85,8 homes.
La renda mediana per habitatge era de 31.484 $ i la renda mediana per família de 41.688 $. Els homes tenien una renda mediana de 28.200 $ mentre que les dones 23.616 $. La renda per capita de la població era de 19.189 $. Entorn del 9,3% de les famílies i el 13,5% de la població estaven per davall del llindar de pobresa.